# Žirovnica (Idrija)
Žirovnica is een plaats in Slovenië en maakt deel uit van de gemeente Idrija in de NUTS-3-regio Goriška. De plaats telde 26 inwoners op 1 januari 2020.